# 情報通信学部
情報通信学部（じょうほうつうしんがくぶ、英称：Department of Information and Communication Technology）は、情報通信学を教育研究するために日本の大学におかれている学部の名称。
2008年4月に、東海大学に設置されたのが最初である。1964年に開設した前身の東海大学短期大学部[高輪]・情報ネットワーク学科（旧・電気工学科）を改組、併せて電子情報学部の一部学科を移設（残りの学科は、情報理工学部として改組）することで新編された。

## 情報通信学部におかれている学科
- 情報メディア学科
- 組込みソフトウェア工学科
- 経営システム工学科
- 通信ネットワーク工学科

## 情報通信学を専攻できる他の大学・学部・学科
- 早稲田大学 基幹理工学部 情報通信学科
- 南山大学 情報理工学部 情報通信学科（前身は数理情報学部）
- 広島国際大学 工学部 情報通信学科
- 高知工科大学 情報学群 情報通信専攻